# Хютвилен
Хютвилен (нем. Hüttwilen) — коммуна в Швейцарии, в кантоне Тургау.
С 2011 года входит в состав округа Фрауэнфельд (ранее входила в округ Штекборн). Население составляет 1416 человек (на 31 декабря 2007 года). Официальный код — 4821.

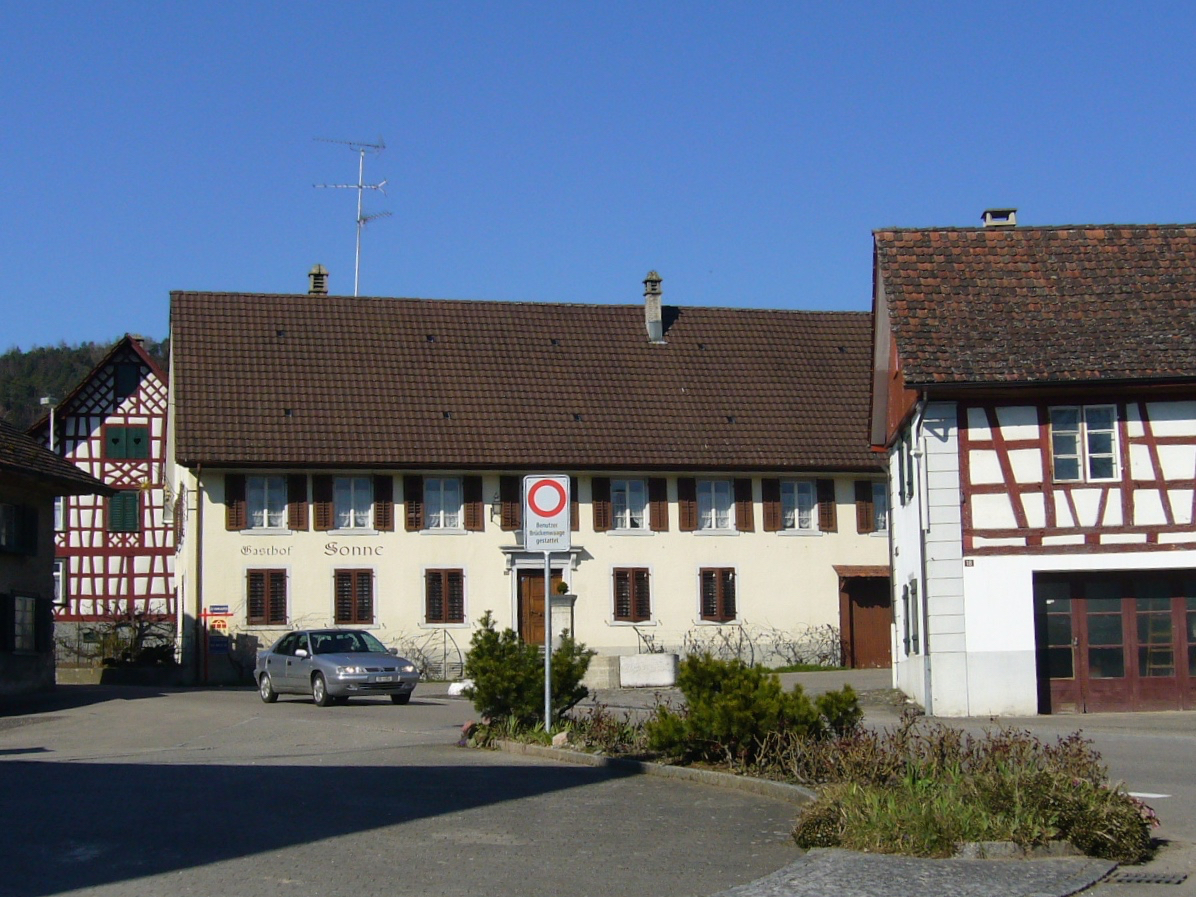
Хютвилен